# Guerra Civil de Sri Lanka
La Guerra Civil de Sri Lanka (en singalès: ශ්‍රී ලංකාවේ සිවිල් යුද්ධය; en tàmil: இலங்கை உள்நாட்டுப் போர், romanització: Ilaṅkai uḷnāṭṭup pōr) va ser una guerra civil lliurada a la república insular de Sri Lanka entre 1983 i 2009. A partir del 23 de juliol de 1983, hi va haver una insurrecció intermitent contra el govern per part dels Tigres d'Alliberament de Tamil Eelam (LTTE) liderats per Velupillai Prabhakaran. Els LTTE van lluitar per crear un estat tàmil independent anomenat Tamil Eelam al nord-est de l'illa, a causa de la contínua discriminació i la persecució violenta contra els tàmils de Sri Lanka per part del govern singalès de Sri Lanka.
La persecució violenta contra el poble tàmil va esclatar en forma dels pogroms els anys 1956, 1958, 1977 i 1983, així com l'incendi de la Biblioteca Pública de Jaffna el 1981, perpetrats per la majoria singalesa sovint amb el suport governamental, els anys posteriors a la independència de Sri Lanka de l'Imperi Britànic el 1948. Poc després d'obtenir la independència, el singalès va ser reconegut com a única llengua oficial de l'estat.
El 1987 el Primer ministre de l'Índia Rajiv Gandhi va enviar forces índies de manteniment de la pau a Sri Lanka en un intent desastrós d'imposar la pau a la Guerra Civil, però la mesura va resultar impopular tant a casa com a l'estranger. Rajiv Gandhi fou derrotat a les eleccions de 1989 pel Tercer Front que encapçalava el Janata Dal de Vishwanath Pratap Singh, i seves tropes índies es van retirar de Sri Lanka el 1990. Morí com a resultat d'un atemptat suïcida dels Tigres d'Alliberament de Tamil Eelam (LTTE) a Sriperumbudur a Tamil Nadu, Índia, el 21 de maig de 1991.
Després d'una campanya militar de 26 anys, les forces armades de Sri Lanka van derrotar militarment els Tigres Tàmils el maig de 2009, posant fi a la guerra civil.
Fins a 70.000 persones havien estat assassinades el 2007. Immediatament després del final de la guerra, el 20 de maig de 2009, l'Organització de les Nacions Unides van estimar un total de 80.000-100.000 morts. No obstant això, l'any 2011, referint-se a la fase final de la guerra el 2009, l'Informe del Grup d'Experts sobre Responsabilitat del Secretari General a Sri Lanka va declarar: «Algunes fonts creïbles han estimat que hi hauria pogut haver fins a 40.000 morts de civils». El govern de Sri Lanka ha rebutjat repetidament una investigació internacional independent per esbrinar l'impacte total de la guerra, amb alguns informes que afirmen que les forces governamentals estaven violant i torturant tàmils implicats en la comparació de morts i desaparicions.
Des del final de la guerra civil, l'estat de Sri Lanka ha estat objecte de crítiques internacionals per violar els drets humans com a conseqüència de la comissió de crims de guerra mitjançant el bombardeig d'objectius civils, l'ús d'armes pesades, el segrest i les massacres de tàmils de Sri Lanka i la violència sexual. Els LTTE van guanyar notorietat per dur a terme nombrosos atacs contra civils de totes les ètnies, especialment els d'ètnia singalesa i musulmana de Sri Lanka, utilitzant nens soldats, assassinats de polítics i dissidents i l'ús d'atemptats suïcides contra objectius militars, polítics i civils.